# Rhodéský ridgeback
Rhodéský ridgeback je velké plemeno psa původem z Afriky, kde v minulosti obstarával hlídání hospodářství před lvy a jinými divokými zvířaty. Dříve byl také používán jako pes lovecký, lovil ve skupinkách po 3–4 psech antilopy, gazely a podobnou zvěř, kterou je schopen strhnout. Rhodéský ridgeback je inteligentní, věrný a oddaný, na druhou stranu také ale tvrdohlavý, uličnický a odměřený. Nesnáší drill, jeho výchova ale musí být důsledná. Druhým plemenem vyznačujícím se pruhem srsti rostoucím v protisměru (ridge) je thajský modrý ridgeback, toto plemeno ale s rhodéským ridgebackem kromě pruhu srsti rostoucím v protisměru (ridge) nemá nic společného.

## Původ a historie plemene
Rhodéský ridgeback pochází z Jihoafrické republiky. Již v 17. století byl popsán v oblasti jižní Rhodesie (dnešní Zimbabwe) pes, kterému rostl na hřbetě pruh srsti obráceně (ridgeback přeloženo z angličtiny znamená doslova "hřbet zpětně"). Hlavním úkolem rhodéských ridgebacků bylo držet v úzkých predátory, obzvláště lvy. Pověra, že ridgebackové lvy lovili a zabíjeli, není pravdivá. Tento pes ale také zastával roli rodinného společníka. Později byl křížen s evropskými plemeny. Jeho vlastnosti se křížením upevňovaly a zachoval se i ridge pruh. Lovec zvířat Cornelius van Rooyen byl okouzlen jeho loveckými schopnostmi a tak jej křížil s vlastními psy ze své smečky. Tito psi byli výbornými stopaři a byli schopni zadržet lva dokud nepřišel lovec, proto se jim začalo říkat „lví pes“. Roku 1922 na setkání šlechtitelů v Bulawayo byl uznán a zapsán plemenný standard Rhodéského ridgebacka, za což se nejvíce zasloužil Francis R. Barnes, zakladatel Parent Club v Rhodesii. Do Česka se dostali první rhodéští ridgebackové kolem roku 1987.

## Povaha
Povaha tohoto velkého psa je velmi přátelská. Potřebuje mít stálý kontakt s člověkem, ale je nutné jej pevně a důsledně vychovávat, ne však tvrdě. K cizím lidem je nedůvěřivý a odtažitý. Ke své rodině se chová otevřeně a je jí velmi věrný. Je tolerantní k dětem, pokud ho nijak neškádlí. Toto plemeno bylo původně vyšlechtěno k lovu, dnes se využívá primárně jako rodinný společník a hlídač. Využití najde ale také v loveckému výcviku, coursingu, nebo jiných sportovních disciplínách (agility, nosework, canicross a další) Štěká pouze v případě, že se skutečně něco děje. Pokud se již jako štěně seznámí s kočkami nebo jinými domácími zvířaty, nemá s nimi později problémy. Někteří jedinci se chovají dominantně vůči jiným zástupcům stejného pohlaví. Rhodéský ridgeback má výborný lovecký instinkt (myslivci jej využívají jako honiče, ale i jako výborného stopaře).

## Popis
Tento pes dorůstá výšky 61 až 69 cm a dosahuje váhy 32 až 45 kg. Charakteristickým znakem rhodéského ridgebacka je pruh srsti rostoucí v protisměru. Tento pruh se nazývá ridž. Ridž začíná mezi lopatkami a končí na bedrech. Rhodéský ridgeback má dlouhou, plochou lebku a kulaté hnědé až světle hnědé oči s černými okraji víček. Uši jsou středně velké, vysoko nasazené a přiléhající k hlavě. Tělo ridgebacka je silné, dobře svalnaté s hlubokým hrudníkem. Pevný a masivní hřbet, záď se má mírně svažovat, záda mají být rovná. Ocas je u kořene silný a ke špičce se zužuje. Končetiny má silné, dobře osvalené. Tlapy jsou středně velké s dobře klenutými prsty. Srst je krátká, hustá, hladká a lesklá. Jeho zbarvení je světlé až červeně písčité. Maska, jako černé zbarvení uší a pysků na tlamě, je přípustná. Černá barva jinde na hlavě nebo na těle je nežádoucí.
U rhodéských ridgebacků se často setkáváme s výrazem standardní a nestandardní. Standardní znamená, že je typickým představitelem svého plemene a má předpoklady stát se chovným psem či fenou. Nestandardní jedinec je zcela zdravý, ale exteriérově se odlišuje od standardu (nejčastěji se jedná o zálomek na ocásku, mnoho černé nebo bílé barvy, nebo má odlišnosti v ridgi – bez ridge, nesouměrný ridge, méně či více korunek na ridgi) a není určen pro chov.